# Federació Espanyola de Patinatge
La Real Federació Espanyola de patinatge és una federació esportiva encarregada de l'organització, la reglamentació i la promoció dels esports de patinatge sobre rodes dins l'estat espanyol, i així integra federacions autonòmiques, clubs esportius, àrbitres i jutges i competicions relacionades amb el patinatge sobre rodes. La Federació està adscrita a la Confederació Europea de Patinatge, que al seu torn està adscrita a la World Skate, i a més està emparada sota l'organització del Consell Superior d'Esports del Ministeri Espanyol d'Esports. Atesa la multidisciplinarietat de la federació, existeixen subfederacions agregades que regulen cadascuna de les disciplines de manera individual.
Com a membre adscrit a la World Roller, el 2019 la ciutat de Barcelona fou la seu dels Jocs Mundials de Patinatge, on hi hagué competicions del màxim nivell de tots els esports associats a la federació.

## Esports
La Federació s'encarrega de coordinar i reglamentar els esports següents:
- Hoquei patins
  - Coordina la principal competició d'àmbit estatal, l'OK Lliga
- Hoquei línia
  - Coordina la principal competició d'àmbit estatal, la Lliga Élite
- Patinatge de velocitat
- Patinatge artístic
- Inline freestyle
- Roller derby
- Patinatge alpí en línia
- Descens sobre patins
- Skateboarding
- Roller freestyle
- Scooter[3]